# Colossus (calculator)
Colossus a fost primul calculator electronic digital programabil în întregime. Calculatoarele Colossus erau folosite de criptanaliștii britanici în timpul celui de-al doilea război mondial pentru a îi ajuta la spargerea codului Lorenz. Fără el, Aliații ar fi fost lipsiți de o importantă sursă de informații obținute prin interceptarea mesajelor telegrafice criptate dintre Înaltul Comandament German și comandanții militari din întreaga Europă. Colossus folosea tuburi vidate pentru a realiza calcule și operații pe numere binare.
Colossus a fost realizat de inginerul Tommy Flowers pentru a rezolva o problemă propusă de matematicianul Max Newman în cadrul Școlii Guvernamentale de coduri și cifruri (GC&CS) de la Bletchley Park. Prototipul, Colossus Mark 1, a fost testat în decembrie 1943 și a devenit operațional la Bletchley Park până pe 5 februarie 1944. O variantă îmbunătățită, Colossus Mark 2 a fost pusă în funcțiune pe 1 iunie 1944, chiar la timp pentru debarcarea din Normandia. 
Colossus a fost prima mașină de calcul complet electronică. Ea utiliza un număr foarte mare de tuburi electronice. Primea datele de intrare pe bandă de hârtie și putea fi configurată să efectueze diferite operații din logica booleană, nefiind însă Turing-completă. Până la sfârșitul războiului s-au construit nouă exemplare de Colossus Mk II și singurul exemplar de Mk I a fost îmbunătățit și transformat și el într-un Mk II. Detaliile despre existența, proiectarea, și utilizarea lor au fost păstrate secrete până în anii 1970. Winston Churchill personal a ordonat ca ele să fie dezmembrate în componente nu mai mari decât mâna unui om. Din cauza acestor constrângeri, calculatoarele Colossus nu au apărut în multe istorii ale calculatoarelor. O copie reconstruită a unei mașini Colossus este expusă la Bletchley Park.